# Matrisskrivare

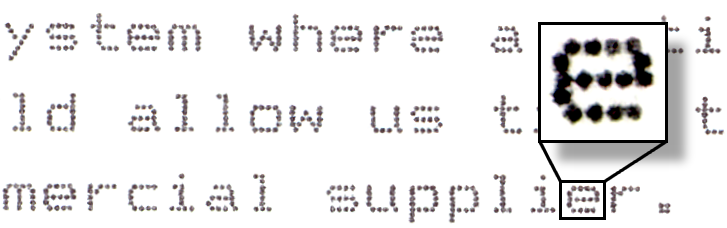
Exempel på utskrift från matrisskrivare där man tydligt kan se avtryck av nålarna i matrishuvudet.

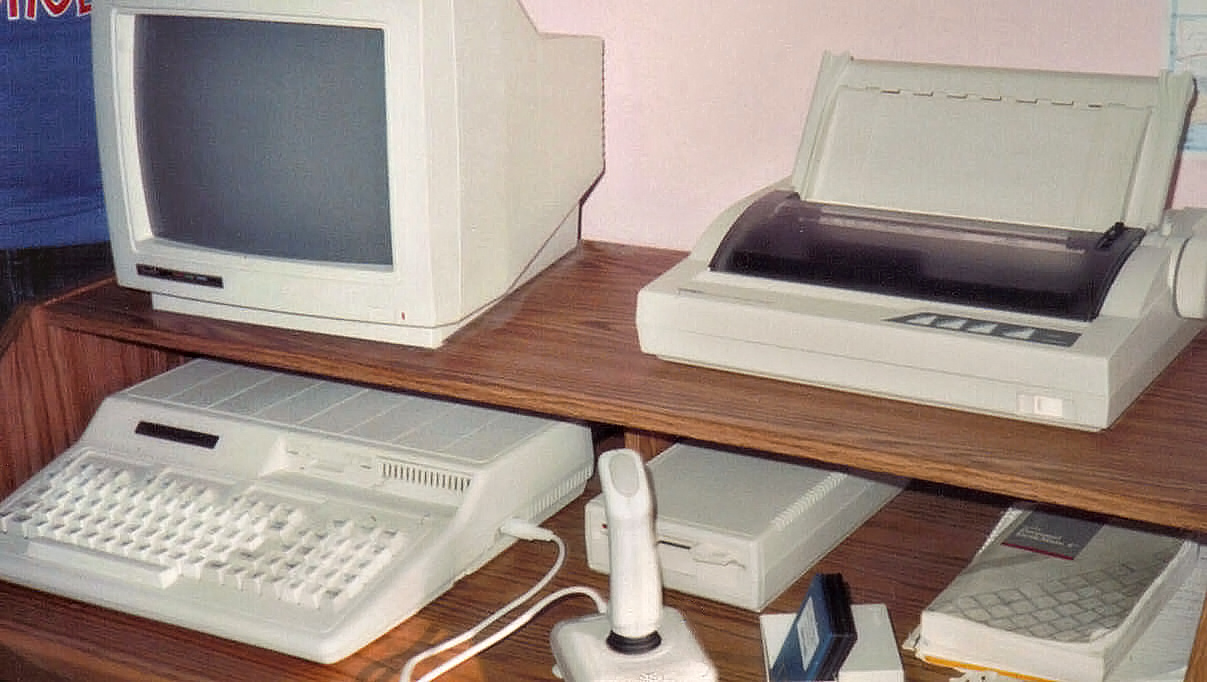
En Tandy 1000 HX med tillhörande matrisskrivare.

En matrisskrivare, eller punktmatrisskrivare, är en typ av skrivare som använder en matris av nålar som trycks på ett färgband för att skapa utskrifter, en process som liknar den hos en mekanisk skrivmaskin. På utskriften utgörs tecken och mönster av små synliga punkter.
Matrisskrivare har låg utskriftskvalitet men såldes som tillbehör till persondatorer under 1980-talet då de hade låga driftkostnader. Senare användes de mest för utskrifter av fakturor och dylikt. Annars ersattes matrisskrivarna av bläckstråleskrivare och laserskrivare.
Ofta använder matrisskrivarna sammanhängande papper försett med hålremsor längs sidorna, så kallat traktorpapper. Detta är en fördel då stora mängder data ska skrivas ut i tidsordning, till exempel en logg över en industriprocess. Ibland används självkopierande papper eller karbonpapper tillsammans med matrisskrivare så kan en utskriftkopia fås samtidigt med originalutskriften. Det är ofta användbart i samband med utskrift av fakturor, följesedlar, kvitton och liknande.
Till skillnad från skrivmaskinen använder matrisskrivarna inga färdiga typer. Den kan alltså skriva ut tecken av valfri form, och även bilder samt annan grafik, i den upplösning nålmatrisen medger. Vissa matrisskrivare har dessutom flera färgband och kan därmed skriva färgutskrifter. Dock går det normalt inte att variera styrkan eller mättnaden av varje grundfärg varför antalet färger är starkt begränsat.